# Koninklijke UD
Koninklijke UD 1875 (voluit Koninklijke Deventer Cricket en Football Club Utile Dulci 1875) is een sportvereniging uit Deventer. Zij werd opgericht in 1875 en is de oudste nog bestaande veldsportvereniging van Nederland. De club is in het bezit van een archief dat teruggaat tot de begindagen van de vereniging.
De naam Utile Dulci betekent 'het nuttige door (middel van) het aangename' en is ontleend aan een ode van Horatius.

## Geschiedenis
In 1875 werd de club als cricket-vereniging opgericht door J.R. Dickson Romijn, een jongen met een Engelse moeder die tijdelijk in Nederland woonde, en verder onder meer M.E. Houck, J.A. Römer, Ph. Kronenberg en L. Vitringa. In het eerste Nederlands cricketelftal zaten vier spelers van UD. 
UD fuseerde in 1894 met de een jaar eerder opgerichte voetbalclub Excelsior. Daarna werd voetbal de belangrijkste sport binnen de club. Hoogtepunt was het seizoen 1907-1908, toen UD de finale om het landskampioenschap bereikte, waarin verloren werd van het Haagse Quick. Een aantal UD'ers kwam in die tijd uit voor het Nederlands voetbalelftal, zoals Jan Kok, David Wijnveldt en later Dolf Scheeffer. Wijnveldt maakte deel uit van het Nederlands elftal dat in 1913 voor het eerst van Engeland wist te winnen.
Bij het honderdjarig bestaan in 1975 werd UD het predicaat Koninklijk verleend.

### Heropleving cricket
In de jaren 80 van de 20e eeuw waren er nieuwe successen voor de cricket-afdeling: spelers als Steven Lubbers, Jop Werle en de broers Kees en Tjebbe Ruskamp werden voor het nationale team geselecteerd en in 1990 werd het kampioenschap van Nederland behaald.

### Dames
De damesafdeling bij UD deed haar intrede midden in het seizoen van 1999-2000. De directe aanleiding was het opheffen van de toen bestaande damesvoetbalclub 'Puck'. Deze club had tot de top van het Nederlandse damesvoetbal behoord; onder meer de vroegere vrouwen-bondscoach Vera Pauw speelde bij Puck.

## Locatie
Het terrein van UD was "De Osseweerd" aanvankelijk gelegen in de uiterwaarden van de IJssel. De kleedkamer was dan ook gebouwd op palen.
Sinds 1995 is Koninklijke UD met een uitermate goede accommodatie gehuisvest op sportpark "De Vijfhoek" in de woonwijk De Vijfhoek, waar ook o.a. DHV, een van de oudste hockeyverenigingen van Nederland, speelt.
Voor 1995 speelden UD en DHV op het voormalige sportpark "Bergweide".
De accommodatie van Koninklijke UD 1875 op sportpark "De Vijfhoek" heet "Het Schootsveld".

## Cricket
Koninklijke UD 1875 kent een lange historie, maar is ook een van de belangrijkste cricketclubs buiten de Randstad. Nationale kampioenschappen worden veelal gedomineerd door clubs uit en nabij de grote steden van Noord- en Zuid-Holland en iets mindere mate Utrecht. Het landskampioenschap van Koninklijke UD in 1990 is hierdoor zeer uitzonderlijk.

#### Erelijst cricket
Nederlands kampioen cricket: 1990

## Standaardelftal

### Zaterdag
Met ingang van het seizoen 2020/21 komt het standaardelftal uit in de zaterdagafdeling van het amateurvoetbal, daarmee is “UD” een van de vele verenigingen die de overstap van (standaard)zondagvoetbal naar zaterdagvoetbal hebben gemaakt. Het startte in de Vierde klasse van het KNVB-district Oost op het laagste niveau in dit district.

#### Competitieresultaten
| \| - 4E \| |
| 21         |
| - 4E       |

| Vierde klasse |

### Zondag
Het standaardelftal in de zondagafdeling speelde laatstelijk in de Vijfde klasse van het KNVB-district Oost op het laagste niveau in dit district.

#### Competitieresultaten 1895–2020
| 3 1A |

| 2 1A |

| 1 2B |

| 4 |

| 5 |

| 1 2A |

| 7 |

| 6 |

| 5 |

| 3 |

| 4 |

| 2 |

| 3 |

| 1 |

| 3 |

| 3 |

| 6 |

| 4 |

| 3 |

| 3 |

| 3 |

| 3 |

| 9 |

| 6 |

| 6 |

| 9 |

| 9 |

| 4 |

| 7 |

| 9 |

| 10 |

| 7 2B |

| 6 2B |

| 3 2B |

| 7 2B |

| 8 2B |

| 7 2B |

| 7 2B |

| 5 2B |

| 4 2A |

| 8 2A |

| 9 2A |

| 10 2A |

| 3 3B |

| 5 3B |

| 6 E |

| 3 3B |

| 2 3C |

| 1 3C |

| 3 3C |

|  |

| 2 3E |

| 3 3C |

| 9 3C |

| 2 3A |

| 4 3B |

| 7 3B |

| 7 3B |

| 5 3B |

| 10 3B |

| 10 3B |

| 12 3B |

| 8 4C |

| 4 4C |

| 3 4C |

| 3 4C |

| 1 4C |

| 3 3B |

| 3 3B |

| 6 3B |

| 6 3B |

| 10 3B |

| 10 3B |

| 12 3B |

| 4 4H |

| 8 4H |

| 5 4H |

| 6 4H |

| 10 4H |

| 10 4H |

| 10 4H |

| 9 4H |

| 7 4H |

| 4 4H |

| 11 4H |

| 9 4G |

| 12 4G |

|  |

|  |

| 12 4H |

|  |

|  |

|  |

| 6 4H |

| 1 4H |

| 4 3B |

| 9 3B |

| 9 3B |

| 3 3B |

| 8 3B |

| 7 3B |

| 2 3B |

| 2 2I |

| 4 1E |

| 3 1E |

| 3 1E |

| 10 C |

| 10 C |

| 5 C |

| 13 C |

| 8 1E |

| 4 1E |

| 7 1F |

| 6 1E |

| 8 1E |

| 12 1E |

| 13 2J |

| 7 3B |

| 9 3B |

| 13 3B |

| 10 4H |

| 13 4G |

| 12 5G |

| 7 5F |

| 4 5G |

| -- 5F |

| Hoofdklasse | Eerste klasse | Tweede klasse | Derde klasse | Vierde klasse | Vijfde klasse | Noodcompetitie |

In elke staaf van de grafiek staat van boven naar beneden vermeld: 
- Eindnotering

Dit is de positie die de club heeft bereikt in de competitie, zonder eventuele beslissings-, play-off- of nacompetitiewedstrijden die nodig zijn geweest om bijvoorbeeld de kampioen van de competitie te bepalen.
Indien een * achter het getal staat is de notering een tussenstand en kan het zijn dat de notering niet overeenkomt met de uiteindelijke eindstand van de competitie.
Staat er een - dan is het seizoen nog bezig en is er geen definitieve uitslag bekend.
Staat er xx op de positie van de notering, dan heeft de club vroegtijdig de competitie verlaten. Dit kan onder andere komen door terugtrekking van het team, faillissement van de club of door een uitgedeelde straf van de KNVB. In veel gevallen staat elders in het artikel de reden vermeld.
Staat er een ? dan is het resultaat uit het verleden onbekend, en is alleen de competitie of het niveau bekend van dat seizoen.
In de seizoenen 2019/20 en 2020/21 werd wegens de coronacrisis het amateurvoetbal afgebroken. Daardoor kennen deze staven geen eindklassering (middels -- weergegeven).
- Competitieniveau en afdelingsletter of Officiële eindstand Eredivisie
  - Competitieniveau en afdelingsletter

Hierbij geeft het getal het niveau weer, dat ook terug te vinden is in de legenda. De letter is de afdelingsaanduiding en wordt gebruikt wanneer er meer afdelingen zijn op hetzelfde niveau. De afdelingsletter is altijd een hoofdletter en wordt meestal zonder nummer gebruikt.
Voorbeeld: 2F is niveau 2e klasse competitie F.
Het competitieniveau en nummer wordt niet vermeld wanneer er slechts één competitie van dit niveau was.
  - Officiële eindstand Eredivisie (getal staat tussen haakjes vermeld)

Sinds de introductie van play-offwedstrijden voor Europees voetbal na afloop van de reguliere competitie in 2005/06, is de KNVB verplicht een eindstand van de Eredivisie door te geven aan de UEFA aan de hand van deze play-offwedstrijden.
Bij deze eindstand staan clubs die zich hebben gekwalificeerd voor Europees voetbal hoger dan clubs die zich niet wisten te kwalificeren. Indien er geen verschil was tussen de eindnotering en de officiële eindstand, staat dit getal niet vermeld.

- Onderafdeling

Hier staat afgekort de naam van de onderafdeling indien de club in dat jaar in een onderafdeling uitkwam. Tevens staat deze afkorting in de legenda en wordt gelinkt naar het artikel over deze onderafdeling. Deze afkorting wordt alleen vermeld wanneer de club in het verleden in verschillende onderafdelingen heeft gespeeld. Deze vermelding is in de staaf altijd in kleine letters. Deze onderafdelingen zijn na het seizoen 1995/96 afgeschaft. Heeft de club in slechts één onderafdeling gespeeld, dan is dit alleen terug te vinden in de legenda.
Onder de staaf staat het jaartal vermeld waarin het seizoen is afgesloten. 15 verwijst naar het seizoen 2014/15 of eventueel het seizoen 1914/15.
Wanneer een staaf leeg is, zijn deze gegevens niet bekend. Het kan ook zijn dat de club dat seizoen niet heeft meegespeeld op het hogere amateurniveau, vroegtijdig de competitie heeft verlaten of uit de competitie is gezet.

In het seizoen 1944/45 was er wegens de Tweede Wereldoorlog geen regulier competitievoetbal.

## Internationals
- David Wijnveldt
- Jan Kok
- Dolf Scheeffer
- Piet Bouman

## Bekende (ex-)spelers
- Henri Marchant
- Henk ten Cate
- John Oude Wesselink
- Jan Michels
- Alper Göbel
- Robert Maaskant
- Marthijn Pothoven
- Şenol Kök
- Dario Tanda
- Jelle van der Heyden

ABS Bathmen · Colmschate '33  · Davo · DSC · de Gazelle · Go-Ahead · Go Ahead Eagles · Helios · IJsselstreek · VV Lettele · RDC · Sallandia · Schalkhaar · Sportclub Deventer · Turkse Kracht · Koninklijke UD

Voormalig: De CJV-ers · Daventria · Deventer · DGS · DOTO · Labor · Puck· RODA · VV WWV